# Sinh vật đa bào
Sinh vật đa bào là những sinh vật mà cơ thể có hơn một tế bào, trái ngược với sinh vật đơn bào.
Tất cả động vật, thực vật có phôi, đa số nấm, cũng như nhiều loài tảo, là sinh vật đa bào. Ngoài ra, còn có những sinh vật bán đa bào, như mốc nhớt và Dictyostelium.
Sinh vật đa bào có thể xuất hiện nhờ sự phân bào hoặc sự tập hợp của nhiều tế bào. Khái niệm tập đoàn được dùng để chỉ những cá thể riêng rẽ nhưng tụ hợp lại với nhau, tạo nên cấu trúc giống một cơ thể. Nhiều khi, khó mà tách biệt những tập đoàn sinh vật đơn bào khỏi một cơ thể đa bào do hai khái niệm này có thể chồng chéo.